# New Patek
New Patek — сингл американского рэпера Lil Uzi Vert, вышедший 18 сентября 2018 на лейблах Atlantic Records и Warner Music Group. Он был спродюсирован Dolan Beats.

## История
16 июня 2018 Uzi анонсировал песню в своём Instagram. Он выложил видео с отрывком из песни, где он танцует под «New Patek». Изображением для сингла является модифицированный скриншот из видеоклипа. 17 сентября 2018 Дон Кэннон объявил о выпуске «New Patek» в Instagram.
Во время выступления на фестивале «Rolling Loud» Uzi объявил, что он выпускает новую песню.
В 2018 году «New Patek» был сертифицирован платиновым.

## Чарты
| Чарт (2018)                               | Высшая позиция |
| ----------------------------------------- | -------------- |
| Канада (Billboard Canadian Hot 100)       | 30             |
| Ирландия (IRMA)                           | 76             |
| Новая Зеландия (RMNZ)                     | 6              |
| Португалия (AFP)                          | 83             |
| Швеция (Sverigetopplistan)                | 3              |
| Великобритания (OCC UK Singles)           | 68             |
| США (Billboard Hot 100)                   | 24             |
| США (Billboard Hot R&B/Hip-Hop Songs)     | 14             |
| США (Billboard Rap Streaming Songs)       | 7              |
| США (Billboard Rap Digital Song Sales)    | 14             |
| США (Billboard On-Demand Streaming Songs) | 4              |
| США (Billboard Lyricfind Global)          | 5              |

## Сертификации
| Регион | Сертификация | Продажи   |
| --- | ------------ | --------- |
| США (RIAA) | Платиновый   | 1 000 000 |
| * Данные о продажах приведены только на основе сертификации. · ^ Данные о тиражах приведены только на основе сертификации. · Данные о продажах + прослушиваниях приведены только на основе сертификации. |              |           |